# Parc d'Ibirapuera

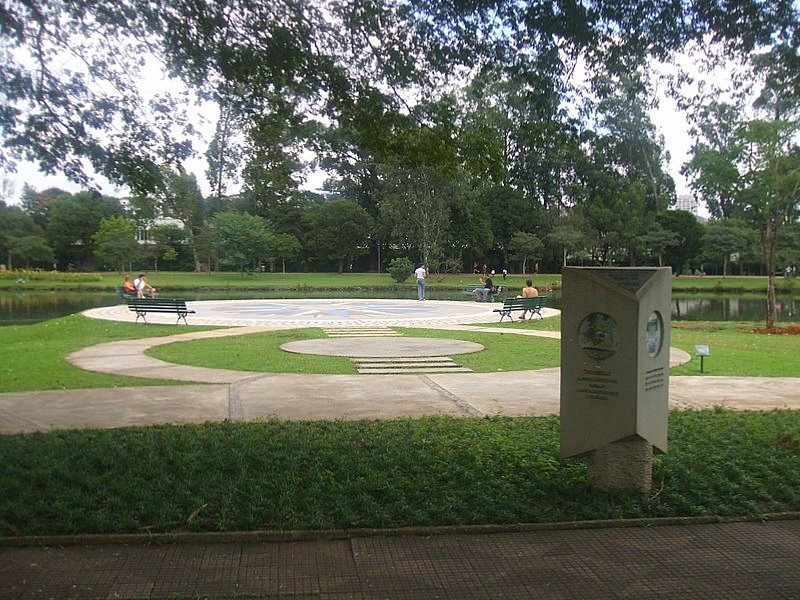
Parc d'Ibirapuera

Parc d'Ibirapuera és un parc important i famós de la ciutat de São Paulo, Brasil. La seva superfície és de 1,584 km², i els seus tres estanys estan interconnectats i ocupen 15.700 metres quadrats.

## Història
En idioma tupi, significa pal podrit o arbre podrit, ja que ibirà és arbre i puera es refereix a una cosa vella, antiga.
La regió lacustre d'Ibirapuera, va ser part d'un espai indígena a l'època de la colonització, i després es va convertir en zona de pastures i granges.
El 1920 el llavors alcalde de la ciutat José Pires do Rio, va idear la transformació d'aquell lloc en un parc similar als grans parcs europeus o al Central Park de Nova York. Tot i això, la idea va quedar frustrada per la naturalesa inundable del lloc fins que un modest funcionari de l'ajuntament, Manequinho Lopes, va iniciar el 1927 la plantació de centenars d'eucaliptus australians que van permetre un millor drenatge del sòl i el control de l'excessiva humitat.
Finalment, el 1951, el governador Lucas Nogueira Garcez va constituir una comissió mixta perquè el parc d'Ibirapuera es tornés el marc de les commemoracions del IV Centenari de la ciutat. La responsabilitat del projecte arquitectònic va recaure a Oscar Niemeyer, i la del projecte paisatgístic a Roberto Burle Marx, mentre que la construcció va ser dirigida per l'enginyer agrònom Otávio Augusto Teixeira Mendes.
El parc va ser inaugurat el 21 d'agost del 1954 per a la commemoració del IV centenari de la ciutat, però 7 mesos després del previst. Durant la festa d'inauguració es van muntar 640 prestatges amb participació de 13 estats brasilers i 19 països, sobresortint l'edifici del Pavelló Japonès que és una rèplica del Palau Katsura i encara es conserva com una de les atraccions del Parc.